# Charles Manneback
Charles Manneback, né à Etterbeek le 9 mars 1894 et décédé le 15 décembre 1975 dans la même commune, est un ingénieur des mines et ingénieur électricien belge. 

## Formation
Charles Manneback débute en 1911 une formation d'ingénieur civil des mines à l'Université catholique de Louvain (UCL). Enrôlé en tant que volontaire lors de la Première Guerre mondiale, il travaille à la mise au point de l'équipement optique, dont les télémètres, de l'armée belge. Il reprend ses études après la guerre et est diplômé ingénieur des mines en 1920. Il passe ensuite un an au Massachusetts Institute of Technology où il obtient un doctorat en ingénierie électrique en 1922 avec une thèse dirigée par V. Bush portant sur la théorie des ondes électriques et le skin effect.

## Carrière
Nommé chargé de cours en 1922 et professeur en 1924 à l'UCL, Charles Manneback enseigne la théorie de l'ingénierie de la télégraphie, la téléphonie et les théories radio électriques et spéciales sur l'électricité ainsi que la physique mathématique aux physiciens et ingénieurs.
Il ne perd pas pour autant ses contacts à l’étranger et, notamment, entre 1925 et 1927, se rend au Polytechnicum de Zurich où il travaille avec Peter Debye, ensuite à Leipzig en tant que boursier de la Rockfeller Foundation où il rencontre Werner Heisenberg. En 1931, c’est Copenhague avec Niels Bohr et Rome en 1935-1936 avec Enrico Fermi, sans oublier ses nombreux contacts avec Georges Lemaître.
Avec Debye, Charles Manneback publie en 1926 le premier travail d’application de la mécanique quantique, traitant, par la méthode de Schrödinger, d’un système moléculaire bio-atomique rigide. L’année suivante, il publie divers travaux sur l’effet Stark linéaire des molécules polyatomiques ayant deux moments d’inertie égaux et rétablit la concordance entre la théorie et l’expérience. En 1930, il s’agit d’une étude portant sur la théorie de l’effet de Raman d’après la nouvelle mécanique quantique et il effectue le calcul complet des intensités des spectres Raman de rotation. 
Dès 1934, Charles Manneback s’occupe des problèmes de vibration moléculaire dans l’analyse desquels il introduit les coordonnées symétriques. En 1935, il établit la théorie quantique de la dispersion des gaz polaires entre le domaine hertzien et visible. Dès 1936, il travaille avec plusieurs étudiants et collaborateurs sur les spectres de vibration et de rotation des molécules bi et polyatomiques à l’état gazeux et liquide.
En 1946, il se familiarise à Harvard avec les premiers ordinateurs et y est élu en 1951 président du Comité pour la promotion et l'étude des machines mathématiques électroniques. Il participe aussi en tant que consultant, en collaboration avec Vitold Belevitch, à la construction d’un grand ordinateur scientifique belge cofinancé par le FNRS et l’IRSIA (Institut pour l’encouragement de la recherche scientifique dans l’industrie et l’agriculture), projet qui aboutit en 1956. Il sera émérite en 1964.

## Distinctions
Charles Manneback est élu en 1945 membre correspondant de l'Académie royale des sciences, des Lettres et des Beaux-Arts de Belgique, membre en 1950, secrétaire permanent en 1961 et membre honoraire en 1969. Secrétaire en 1929 de la Société Belge de Physique, il est également secrétaire du Département de physique à la Société Scientifique de Bruxelles. Membre de l'Académie de Lyon, de l'Académie royale de Ciencias de Madrid et membre d'honneur du Consejo Superior de Investigaciones Científicas à Madrid, président d'honneur de l'Union internationale radioscientifique en 1969, il a été professeur invité dans plusieurs universités dont Cambridge (1934), Nancy (1937), Southampton (1938), Londres (1938), Montpellier, Lyon, Ohio State University et a reçu un doctorat honoris causa de l'Université de Montpellier. En 1939, il remporte le prix annuel du gouvernement belge pour la physique. Grand officier de l'Ordre de Léopold et l'Ordre de la Couronne, il est aussi officier de la Légion d'Honneur.

## Publications
- Avec Peter Debye, The symmetrical top in wave mechanics, in Nature, 1927, n°19, p. 83.
- Allocution prononcée à la séance académique tenue le 19 avril 1934 en l’honneur du Professeur G. Lemaître, lauréat du prix Francqui, in Bulletin technique de l’Union des ingénieurs de Louvain, 1934, p. 26-38.
- Calcul et identification des vibrations des molécules, Université de Liège, 1960, 60 p. (Chaire Francqui, Conférences, 7).
- Avec Léon Brillouin, Les machines mathématiques aux États-Unis, Bruxelles, FNRS, 1947, 35 p.
- La machine à calculer électronique, in Bulletin de la Classe des sciences de l’Académie royale de Belgique, 1955, n°41, p. 512-515.